# オールドレスド

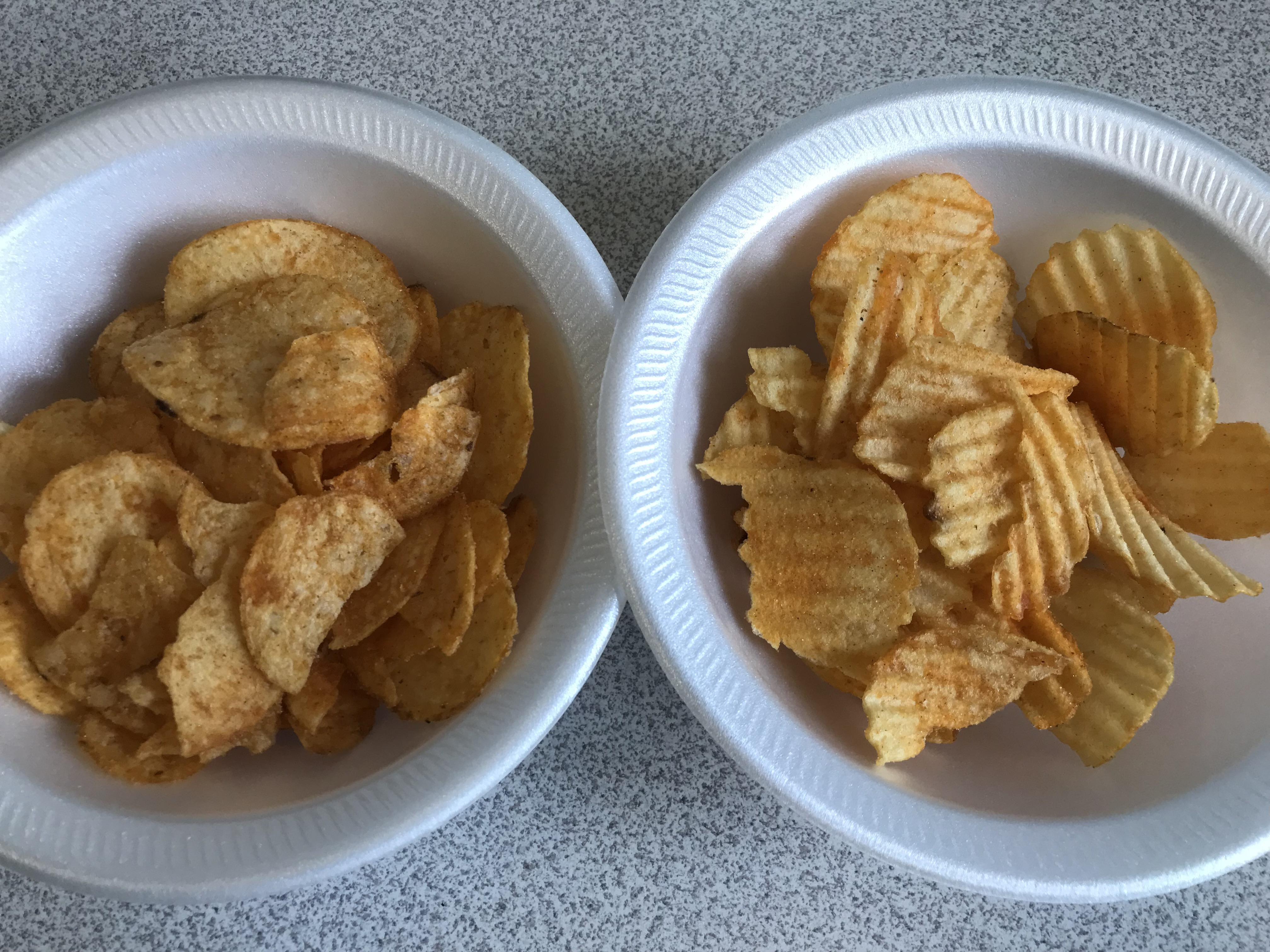
（左）クイック・トリップチェーンが "No Dip Required"というキャッチコピーで売っているポテトチップスのオールドレスド味。（右）Aldiチェーンの波型チップス、オールドレスド味。

オールドレスド（英: all-dressed（→ソース全種がけ）、仏: assaisonnées, toute garnie）はカナダで人気があるポテトチップスのフレーバー。ケチャップ、バーベキュー、サワークリーム&オニオン、ソルト&ビネガーの各種フレーバーを組み合わせたものである。

## 歴史
オールドレスドがカナダ発祥だということは一般に認められているが、最初にこの味のポテトチップスを考案した人物もしくは企業は分かっていない。ケベック州に本社を置くヤムヤムはオールドレスドの一種を1978年に発売した。英語の "all-dressed" とフランス語の直訳 "toute garnie" は元々ピザに使われる表現で、おおまかには「全部乗せ」「デラックス」「フルトッピング」を意味する。この言葉はピザから派生してポテトチップスに適用され、ケチャップ、バーベキュー、サワークリーム&オニオン、ソルト&ビネガーのフレーバーを合体させたものを指すようになった。ただし、「オールドレスド味ポテトチップ」の初期の用例はピザ味と関連したものが多かった。
米国の刑務所に食品を供給する企業キーフ・グループは The Whole Shabang（→"the whole shebang" は「全部」を意味する俗語）という名のオールドレスド味ポテトチップを製造しており、2016年から一般販売を開始した。同年にフリトレーはラッフルズブランドのポテトチップでオールドレスド味を発売した。2024年、英国のコープ・フードが期間限定のオールドレスド味ポテトチップスを販売した。2025年、フリトレーはレイズブランドのポテトチップスの米国向けラインナップに初めてオールドレスド味を導入した。